# Strobilanthes muratae
Strobilanthes muratae är en akantusväxtart som beskrevs av John Richard Ironside Wood. Strobilanthes muratae ingår i släktet Strobilanthes och familjen akantusväxter. Inga underarter finns listade i Catalogue of Life.